# Herbert Büchs
Herbert Büchs (Beuthen, 1913. november 20. – 1996. május 19.) német katona. A második világháborúban az OKW-ban volt vezető beosztásban. 1946 júniusában a nürnbergi perben tanúként hallgatták meg.